# Palette Europe
 (janvier 2024).

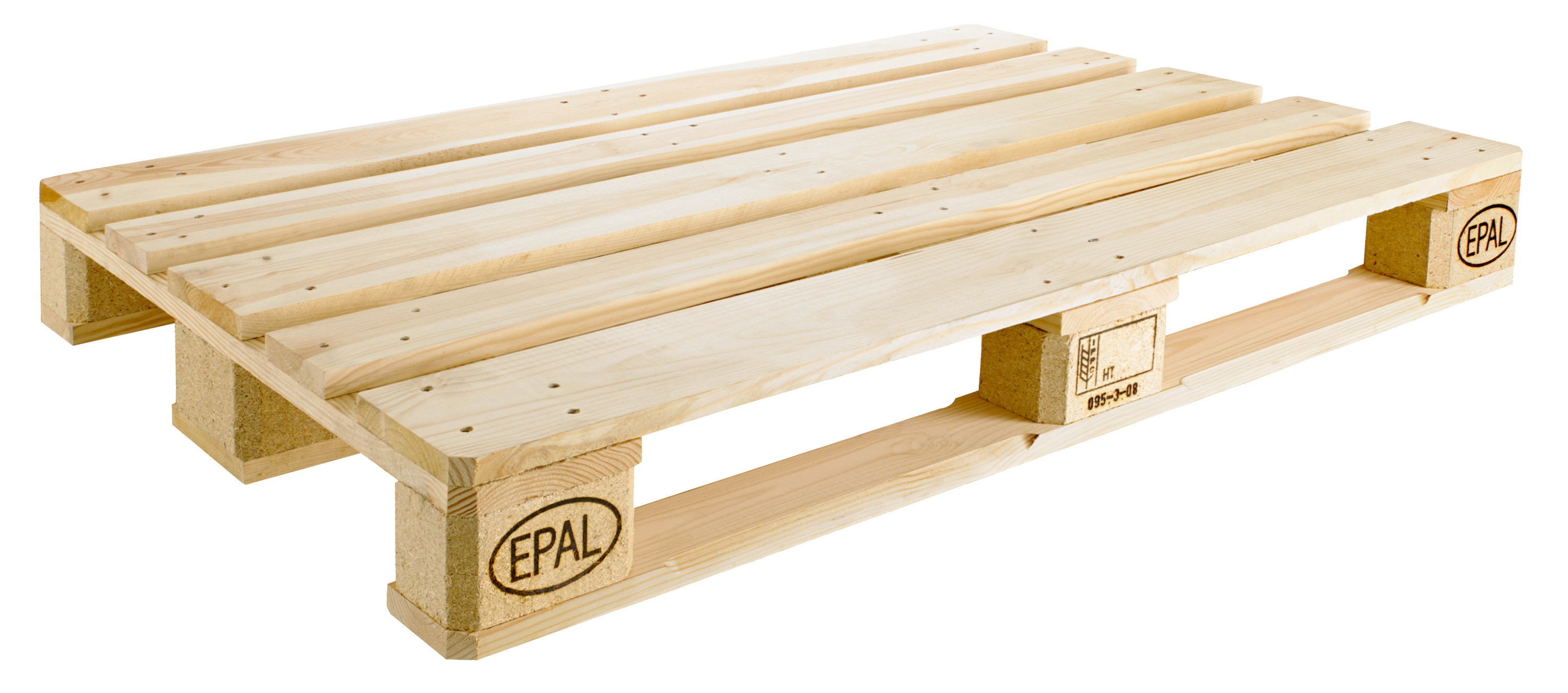
Une palette Europe

La palette Europe, ou Europalette, est un type de palette de manutention normalisé largement répandu en Europe, notamment le modèle de base aux dimensions normalisées de 800 mm de largeur, 1 200 mm de profondeur et 144 mm de hauteur. Elle est protégée par deux marques déposées, la marque EUR est la propriété de la compagnie de transport ferroviaire autrichienne OEBB, la marque EPAL appartient à l'association allemande du même nom.
La fabrication et la réparation de palettes Europe sont autorisées uniquement aux entreprises titulaires d'une licence d'utilisation de ces marques. La gestion du droit des marques (lutte anti-contrefaçon) et le contrôle de la qualité sont effectués sous contrôle de la European Pallet Association. Une palette EUR-EPAL fabriquée et réparée en respectant le cahier des charges est conçue pour transporter 1 500 kg.

## Historique

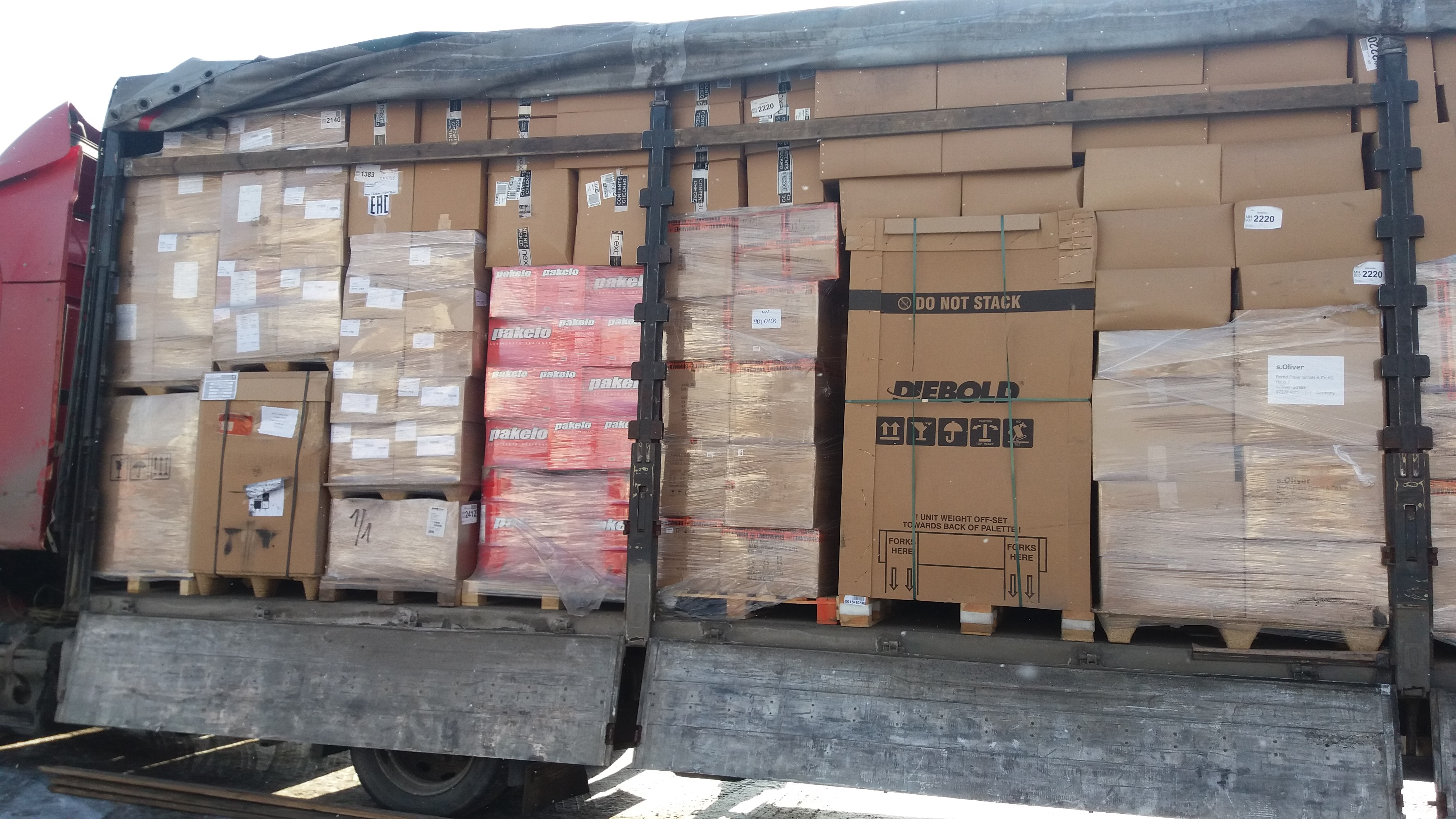
Semi-remorque chargée de palettes

La palette Europe remonte aux palettes en bois utilisées dans le transport ferroviaire. En 1961, les chemins de fer européens ont commandé la normalisation d'un type de palette commun sous les auspices de l'UIC . Les inventeurs étaient les frères Ivar et Tore Svensson de Gyllsjö, Skåne, Suède. Grâce à l'Euro-palette, il était possible de charger des wagons de chemin de fer en seulement 10 % du temps des processus de chargement antérieurs. En 1968, l'association a également spécifié une caisse en treillis standard ainsi qu'une caisse-palette en treillis standard.
La normalisation des palettes a entraîné en cascade des standards dans la chaîne logistique : des remorques du type Tautliner ou des caisses mobiles ou des conteneurs pallet-widepour le transport, aux bacs Europe et leurs dérivés : cagettes, cartons, black tote,  pour le conditionnement et la manutention.

## Caractéristiques générales des palettes EPAL

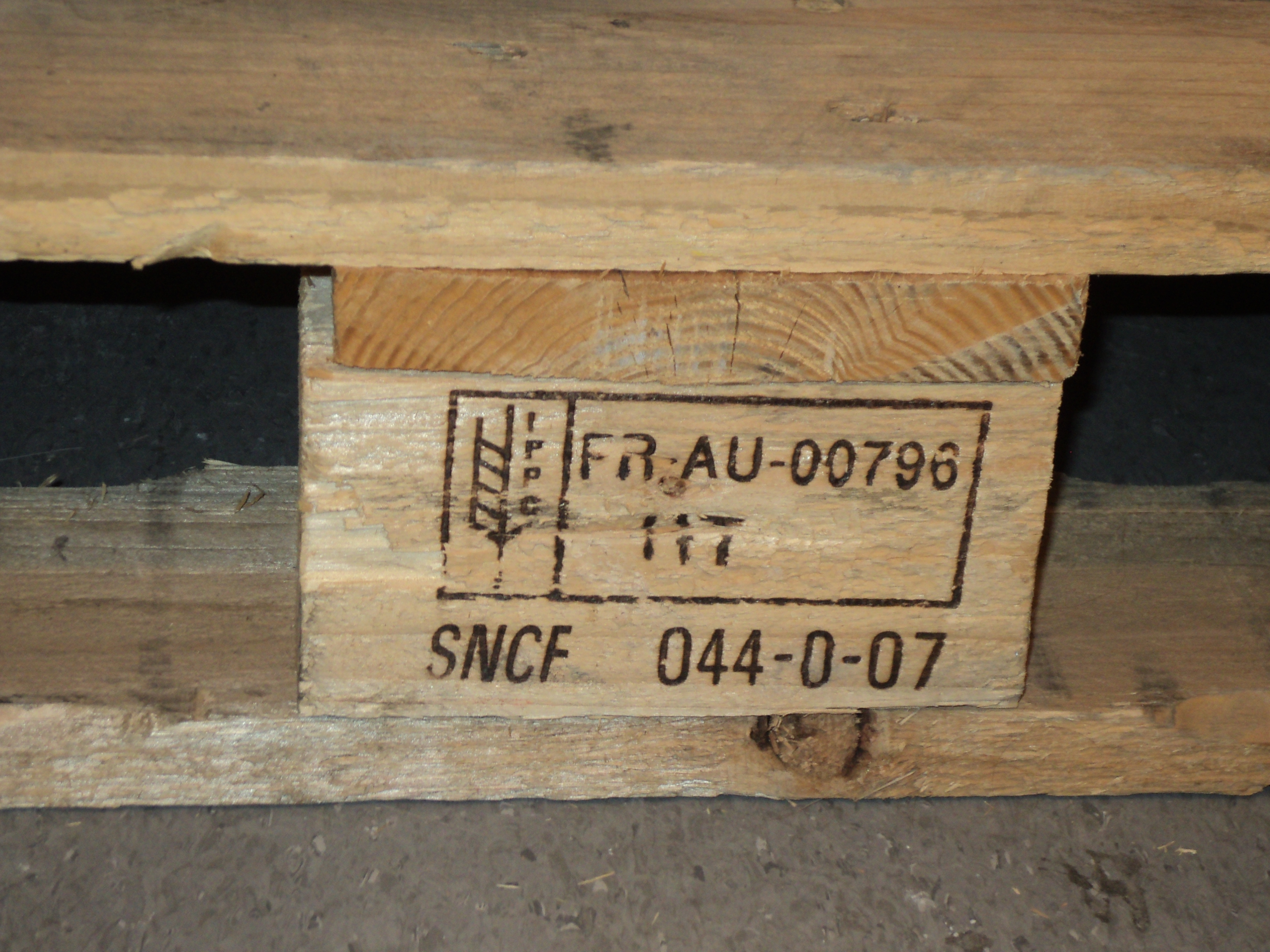
Marquage IPPC d'une palette construite en Auvergne

Les essences de bois utilisées pour la fabrication sont en général le pin ou le peuplier.
Les palettes sont enfourchables des quatre côtés. Des chanfreins sont présents sur les planches de base pour faciliter la manœuvre de chargement latéral, particulièrement pour le passage des roues avant des transpalettes.
La palette doit être conforme à la norme environnementale NIMP 15 et estampillée selon cette norme. En Europe, cela signifie que seul le traitement thermique (« HT » pour heat treated) est autorisé.

## Les modèles EPAL

Dimensions d'une palette EPAL 1

La palette EPAL existe en différents formats, le principal restant 800 × 1 200 mm, et différentes constructions.
Palette EPAL 1Le modèle le plus répandu. Réutilisable, lourde et résistante, gerbable jusqu'à 5 500 kg. Son poids est d'environ 25 kg, elle accepte une charge de 1 000 ou 1 500 kg. Elle est composée de 11 planches, 9 dés, 78 pointes. Les planches du plateau sont disposées dans la profondeur (1 200 mm).
Palette EPAL 2Ses dimensions sont 1 000 × 1 200 mm, donc plus grande que la précédente. Elle admet une charge de 1 250 kg et est gerbable à concurrence de 4 250 kg. La base est constituée de quatre planches de cadre et une traverse biseautées, le plateau comprenant neuf planches dans le sens de la largeur (1 000 mm), repose sur trois traverses.
Palette EPAL 3Les dimensions sont 1 000 × 1 200 mm.
Demi-palette EPAL 6Les dimensions sont 800 × 600 mm. Deux palettes de ce modèle correspondent au format 800 × 1 200 mm. Les treize planches du plateau sont posées dans le sens de la profondeur (600 mm).
| modèle | dimensions (lxpxh)     | poids  | charge unitaire | charge totale | composition                         |
| ------ | ---------------------- | ------ | --------------- | ------------- | ----------------------------------- |
| EPAL 1 | 800 × 1 200 × 144 mm   | 25 kg  | 1 500 kg        | 5 500 kg      | - 11 planches - 9 dés - 78 pointes  |
| EPAL 2 | 1 000 × 1 200 × 144 mm | 35 kg  | 1 250 kg        | 4 250 kg      | - 17 planches - 9 dés - 133 pointes |
| EPAL 3 | 1 000 × 1 200 × 144 mm | 30 kg  | 1 250 kg        | 4 250 kg      | - 13 planches - 9 dés - 84 pointes  |
| EPAL 6 | 800 × 600 × 144 mm     | 9,5 kg | 500 kg          | 2 000 kg      | - 13 planches - 9 dés - 69 pointes  |